# John Doebley
John F. Doebley es un botánico, y genetista estadounidense, cuya principal área de interés es cómo los genes manejan el desarrollo y evolución de las plantas. 
Ha pasado las últimas dos décadas examinando las diferencias y similitudes genéticas, entre teosinte y maíz; y, ha clonado los principales genes que causan las diferencias visibles entre estas dos especies muy diferentes.
Formó parte del equipo al que se le atribuye el primer hallazgo, en 2002, que el maíz se había domesticado solo una vez, hace unos 9 milenios, y luego se extendió por todo el continente americano.
John Doebley comenzó su educación de pregrado, en biología especializándose en la Facultad del Estado de West Chester en West Chester, Pensilvania. Sin embargo, después de tomar una clase, de un profesor particularmente interesante, decidió cambiar su especialidad a antropología. Así, en 1974, se graduó en antropología; e, ingresó en un programa de maestría en antropología en la Universidad del Este de Nuevo México en Portales. Tras completar su maestría en 1976, comenzó su programa de PhD en la Universidad de Wisconsin-Madison. Allí trabajó con el profesor de botánica Hugh Iltis, viajando a México para recolectar teosinte. Doebley publicaría tres artículos, sobre sus estudios para la defensa de su tesis doctoral, completando su grado en 1980.

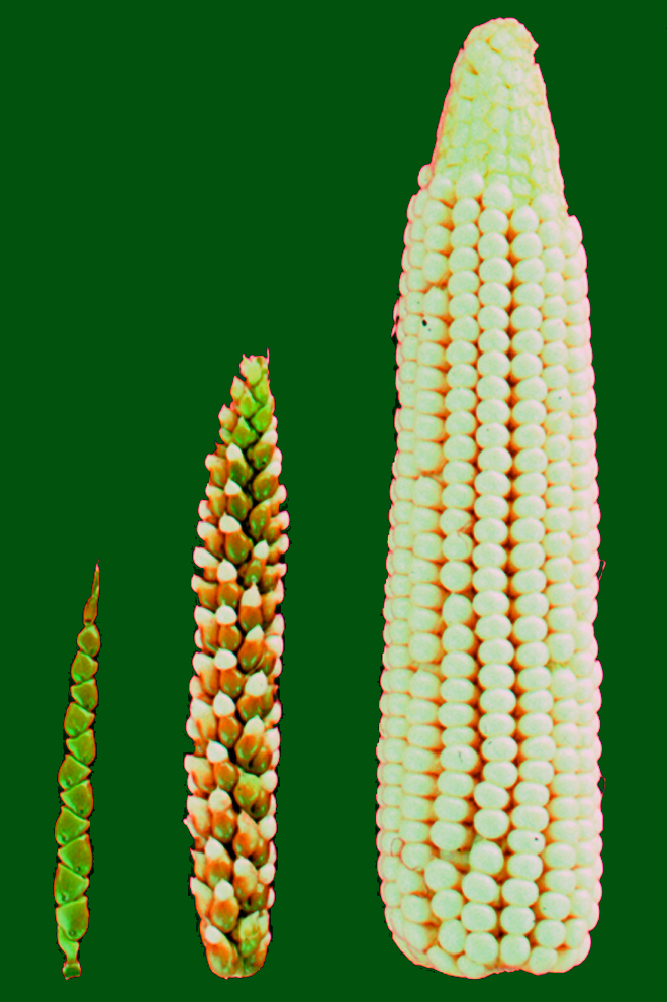
Las formas salvajes de Zea mays se llaman 'teosinte'. Descripción de la imagen: a lo largo del tiempo, la reproducción selectiva modifica los pocos frutos de teosinte (izq.) en hileras de granos de maíz moderno (der.) (Foto cortesía de John Doebley).

Doebley luego ocupó dos posiciones [postdoctorales] sucesivamente en la Universidad Estatal de Carolina del Norte bajo la tutoría de Major Goodman y Ronald Sederoff, y comenzó un grupo de investigación en la Universidad de Texas A&M.
En 1987, Doebley asumió el cargo de profesor en la Universidad de Minnesota, St. Paul, donde su grupo se enfocó en identificar y clonar los principales genes involucrados en la evolución del maíz, como teosinte ramificado1, que controla el número de ramas, y arquitectura de glumas del teosinte, que controla la (falta de) carcasa en los núcleos.
En 1999, Doebley regresó a la Universidad de Wisconsin-Madison como profesor. Allí ha continuado su trabajo sobre teosinte y maíz. Desde 2015, se desempeña como director del Laboratorio de Genética, que incluye el Departamento de Genética Médica de la Facultad de Medicina y Salud Pública y el Departamento de Genética de la Facultad de Agricultura y Ciencias de la Vida.

## Honores

### Membresías
El trabajo de Doebley le ha valido un amplio reconocimiento en el campo de la genética de rasgos complejos, y fue elegido, en 2002, en la Academia Nacional de Ciencias de Estados Unidos.
- La abreviatura «Doebley» se emplea para indicar a John Doebley como autoridad en la descripción y clasificación científica de los vegetales.[9]